# Silene stellata
Silene stellata là loài thực vật có hoa thuộc họ Cẩm chướng. Loài này được (L.) W.T. Aiton miêu tả khoa học đầu tiên năm 1811.